# Buceros
Buceros és un gènere d'ocells de la família dels buceròtids. Aquests calaus habiten territoris de selva de la zona indomalaia. S'han descrit 4 espècies dins aquest gènere.
- calau bicorne (Buceros bicornis).
- calau rogenc septentrional (Buceros hydrocorax).
- calau rogenc meridional (Buceros mindanensis).
- calau rinoceront (Buceros rhinoceros).